# Tim Reid

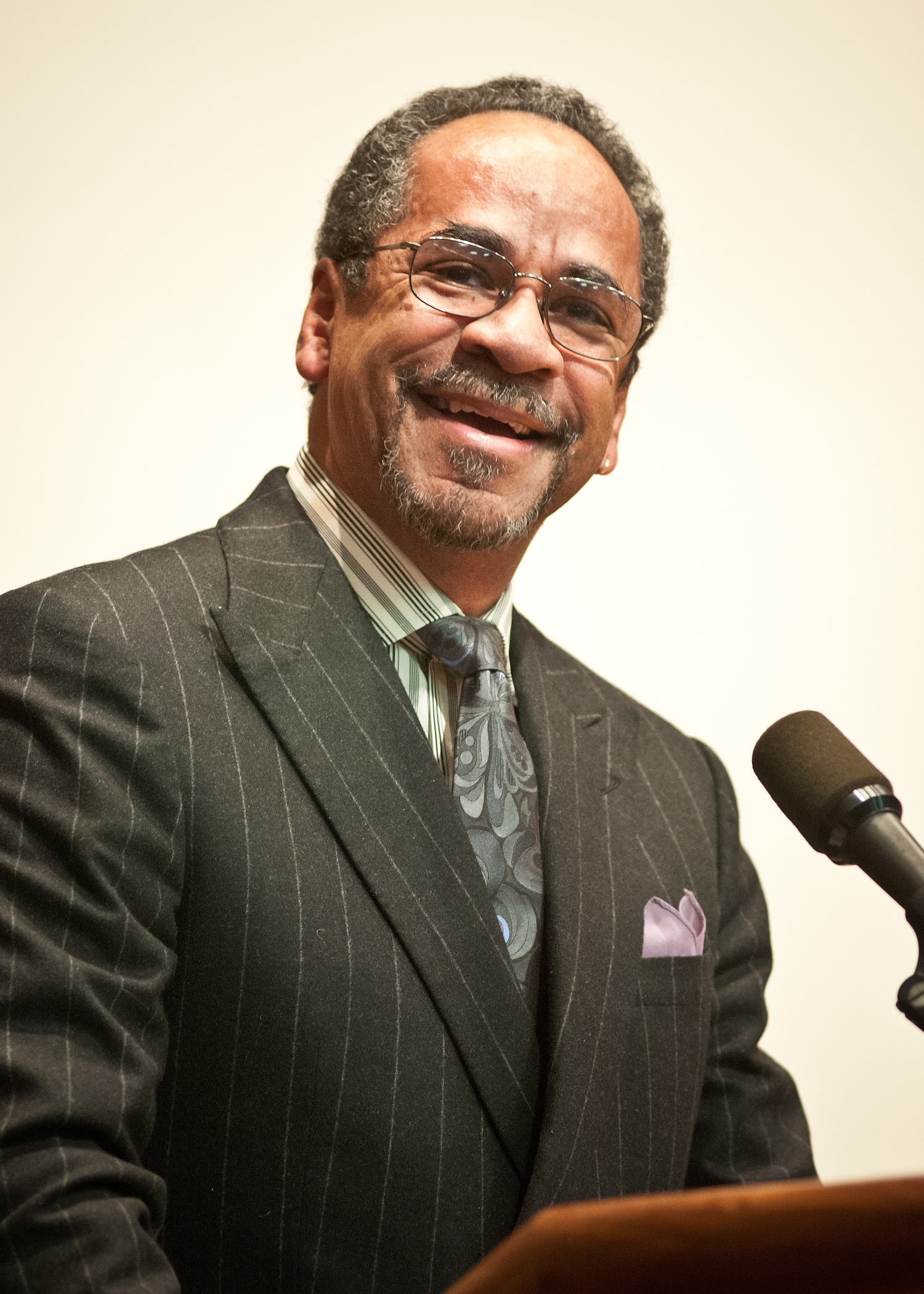
Tim Reid, 2012

 Timothy L. „Tim“ Reid (* 19. Dezember 1944 in Norfolk, Virginia) ist ein US-amerikanischer Schauspieler, Regisseur, Filmproduzent und Drehbuchautor.

## Leben
Reid studierte Betriebswirtschaftslehre am Norfolk State College und machte 1968 seinen Bachelorabschluss. Danach arbeitete er einige Jahre bei DuPont im Marketing. Mitte der 1970er Jahre begann seine Karriere als Schauspieler. Er trat zunächst in Gastrollen in einigen Fernsehserien wie den Sitcoms Rhoda und Maude auf. 1978 erhielt er seine erste größere Serien-Hauptrolle als Venus Flytrap in der Sitcom WKRP in Cincinnati, die er bis 1982 in 87 Episoden darstellte. Diese Serie über eine chaotisch geführte Radiostation war in den USA sehr erfolgreich, wurde aber im deutschsprachigen Raum nie ausgestrahlt. 1983 spielte er Michael Horne in der zweiten Staffel der Sitcom Teachers Only. 
Bekanntheit beim deutschsprachigen Fernsehpublikum errang er durch seine Rolle als Detective Marcel „Downtown“ Brown in der Serie Simon & Simon zwischen 1983 und 1987. Er trat auch im auf der Serie basierenden Fernsehfilm von 1995 auf. Er stieg aus der Serie aus, um die Titelrolle in der Sitcom Frank’s Place zu übernehmen. Diese wurde jedoch nach dem Ende der ersten Staffel eingestellt. Danach hatte er wiederkehrende Gastrollen in Highlander und Die wilden Siebziger. Neben seinem Wirken als Schauspieler schrieb Reid Episoden-Drehbücher für einige der Serien, in denen er spielte. Zudem ist er als Regisseur und Film- und Fernsehproduzent tätig.
Reid ist in zweiter Ehe mit der Schauspielerin Daphne Maxwell Reid verheiratet. Aus der ersten Ehe gingen zwei Kinder hervor.

## Filmografie (Auswahl)
- 1974: That's My Mama (Fernsehserie, Folge 1x10)
- 1976: C.R.A.S.H. (Mother, Jugs & Speed)
- 1976: Rhoda (Fernsehserie, Folge 3x13)
- 1977: Lou Grant (Fernsehserie, Folge 1x02)
- 1977: Maude (Fernsehserie, Folge 6x11)
- 1978–1982: WKRP in Cincinnati (Fernsehserie, 86 Folgen)
- 1979: You Can't Take It with You (Fernsehfilm)
- 1982: Benson (Fernsehserie, Folge 4x04)
- 1983: Teachers Only (Fernsehserie, 13 Folgen)
- 1983–1987: Simon & Simon (Fernsehserie, 71 Folgen)
- 1987: Matlock (Fernsehserie, 2 Folgen)
- 1987: Comic Cabby
- 1987–1988: Frank's Place (Fernsehserie, 22 Folgen)
- 1989: Dead Bang – Kurzer Prozess (Dead Bang)
- 1989–1990: Snoops (Fernsehserie, 13 Folgen)
- 1990: Powerplay (The Fourth War)
- 1990: Perry Mason und der Tod eines Idols (Perry Mason: The Case of the Silenced Singer, Fernsehfilm)
- 1990: Stephen Kings Es (It, Miniserie, 2 Folgen)
- 1991: Zorro – Der schwarze Rächer (Zorro, Fernsehserie, Folge 3x09)
- 1992–1993: Highlander (Highlander: The Series, Fernsehserie, 3 Folgen)
- 1993: Zeig mir, wie Du fliegen kannst (Say a Little Prayer)
- 1994: Flucht in die Freiheit (Race to Freedom: The Underground Railroad, Fernsehfilm)
- 1994–1999: Sister, Sister (Fernsehserie, 114 Folgen)
- 1995: Simon & Simon: In Trouble Again (Fernsehfilm)
- 1997: Ein Hauch von Himmel (Touched by an Angel, Fernsehserie, Folge 3x22)
- 2000: Die Bowling Gang (Alley Cats Strike, Fernsehfilm)
- 2003: Ver-wünscht! (You Wish!, Fernsehfilm)
- 2003: For Real
- 2004–2006: Die wilden Siebziger (That ’70s Show, Fernsehserie, 9 Folgen)
- 2005: On the One
- 2006: Raven blickt durch (That’s So Raven, Fernsehserie, Folge 4x07)
- 2007: Trade – Willkommen in Amerika (Trade)
- 2010: The Cost of Heaven
- 2010–2012: Treme (Fernsehserie, 4 Folgen)
- 2012: The Soul Man (Fernsehserie, Folge 1x10)
- 2016: Shooting the Prodigal
- 2016: Limitless (Fernsehserie, Folge 1x17 Unheimliche Begegnung)
- 2016: 93 Days
- 2017–2018: Greenleaf (Fernsehserie, 5 Folgen)
- 2018: Weihnachten in Alaska (My Christmas Inn, Fernsehfilm)
- 2019: Grey’s Anatomy (Fernsehserie, Folge 15x13 Gratwanderung)
- 2019: Dolly Partons Herzensgeschichten (Dolly Parton’s Heartstrings, Fernsehserie, Folge 1x03)
- 2020: Ein weihnachtliches Willkommen (A Welcome Home Christmas, Fernsehfilm)
- 2021: Swagger (Fernsehserie, 3 Folgen)
- 2024: Stream